# 平井潔
平井 潔（ひらい きよし、1915年7月1日 - 1961年10月26日）は、日本の文筆家、翻訳家、政治家、社会運動家。

## 概要
朝鮮京城府（現・ソウル特別市）生まれ。1933年東京商科大学入学。学生運動のため1939年治安維持法違反で検挙され一年半獄中にいた。
戦後は書店経営のかたわら執筆・講演を行い、1951年武蔵野市議会議員。民主主義科学者協会。46歳で死去。

## 著書
- 『友情・恋愛・家庭』（伊藤書店、人民群書） 1948
- 『愛情のみちびき手 エレン・ケイ』（伊藤書店、少年少女伝記読本） 1949
- 『婦人問題』（唯物論研究所、新成唯物論全書） 1949
- 『新しい性』（河出新書） 1954
- 『あたらしい愛 どう障害をのりきるか』（青春出版社、青春新書） 1955
- 『人生と愛について』（社会思想研究会出版部、現代教養文庫） 1956
- 『愛することはどういうことか』（青春出版社、青春新書） 1957
- 『愛と性』（社会思想研究会出版部、現代教養文庫） 1957
- 『あたらしい愛』（青春出版社、青春新書） 1957
- 『人生と性について』（青春出版社、青春新書） 1958
- 『働く女性の生きかた』（新興出版社） 1959
- 『婦人問題入門 現代の解放思想』（理論社、私の大学・婦人の教室） 1959
- 『最新家計管理概論』（産学社） 1967

### 共著編
- 『新しい結婚讀本』（玉城肇, 宮本忍, 鷲沼登美枝, 森山豊, 馬島僴共著、中森書店） 1949
- 『レーニンの婦人論』（野坂龍共著、日本出版） 1949
- 『婦人問題入門 婦人の解放について マルクス, エンゲルス, レーニン, スターリンはどう語ったか?』（編、理論社） 1952
- 『解放史上の三女性 マルクス夫人, ローザ・ルクセンブルク, レーニン夫人』（古沢友吉共著、東洋経済新報社） 1956
- 『春を待ついのち まさ子におくる手紙』（竹内景助、編、青春出版社、青春新書） 1956
- 『恋愛と結婚の問題 新中国の愛情討論会』（門田昌子共編、池田幸子訳、駿台社） 1956

## 翻訳
- 『レーニンの婦人論』（訳編、日本出版） 1949
- 『レーニン青年・婦人論』（訳編、青木文庫） 1956
- 『女性解放の思想 どう生きるべきか』（訳編、青春出版社、青春新書） 1957
- 『恋愛と結婚』（エレン・ケイ、社会思想研究会出版部、現代教養文庫） 1958

### マリー・ストープス
- 『結婚愛』（マリー・ストープス、理論社） 1953、のち社会思想社・現代教養文庫
- 『賢明な親の性生活』（マリー・ストープス、訳編 理論社） 1953
- 『夫婦の情熱』（マリー・ストープス、理論社） 1953
- 『親としての性』（M・ストープス、理論社） 1959
- 『夫婦の愛情』（M・ストープス、理論社） 1959

## 関連図書
- 『没後30年いま平井潔さんを偲ぶ』（平井潔さんを偲ぶ会実行委員会編、ドメス出版） 1993